# 柴栄
柴 栄（さい えい）は、五代十国時代の後周の第2代皇帝。廟号は世宗。五代で随一の名君とされ、後周の全盛期を築き上げたが若死した。

## 生涯

### 即位まで
柴栄の実父柴守礼（字は克譲）は、郭威（太祖）の妻柴氏の兄である。柴氏は郭威と同郷の邢州（現在の河北省邢台市）出身で、郭威が皇帝に即位する前より内助の功を発揮し、その覇業を助けたという。しかし、柴氏は郭威の皇帝即位前に死去し、皇帝即位後の郭威はその死を惜しんで皇后を追贈した（諡号は聖穆皇后）。
柴栄は幼い頃より叔母の嫁ぎ先である郭威の家で養われ、後晋末に郭威の養子となっていた。郭威が権力を獲得していく戦いの中で柴栄も助力し、郭威が後漢の枢密使・天雄軍節度使となると、柴栄も郭威の下で天雄軍牙軍の総指揮官となった。
郭威が後漢に対してクーデターを起こして開封へと侵攻した際には、柴栄は根拠地である魏州の防衛を任された。郭威が皇帝に即位して周を建てると、柴栄は澶州（現在の河南省濮陽市）節度使となった。
郭威の一族は後漢の隠帝に殺害されていたこともあり、954年に郭威が没すると、柴栄がその後継者に指名されて後周の2代皇帝に即位することになった。

### 国内改革
柴栄が皇帝に即位して世宗になった後、郭威が死んだ隙を突いて、北漢が契丹の援軍を得て侵攻してきた。両軍は沢州高平の巴公原（現在の山西省晋城市沢州県巴公鎮）で激突、序盤で自軍の一部が北漢に降り窮地に陥った。しかし、世宗（柴栄）自ら矢石を冒して督戦し、将軍趙匡胤の奮戦によって押し返し、北漢軍を撃破、逆に北漢の首都の太原を包囲した。この戦いでは北漢を滅ぼすまでは至らず、途中で退却した。
節度使は、大きな軍事力、支配地に対する行政・財政権（軍民財の三権）を兼ねて持ち、軍閥化して独立・割拠の傾向が強く、五代を通じて戦乱の大きな原因となっていた。また後唐の明宗の時に禁軍として侍衛司が整備されていたが、歴代の皇帝がこれを優遇しすぎたために恩賞が約束されないと戦わない驕兵となっており、再編成のための老兵の解雇さえ困難だった。
これに対して柴栄は新たに殿前軍を編成し、節度使の配下から優秀な兵士を引き抜いて殿前軍に組み入れ、その指揮権を皇帝のみが持つようにした。こうして節度使の弱体化と禁軍の強化＝皇帝権力の強化が達成された。
また柴栄は廃仏令を出し、仏教勢力の力を弱めたため法難と仏教側からは非難された（三武一宗の廃仏の4回目）。しかし、それまでの廃仏では多かれ少なかれ仏教と対抗する道教側からの示唆・介入があったのに対して、柴栄の廃仏は純粋に経済・国家統制上の観点からのものであり、税・兵役忌避を目的とした出家や寺院への資産の流出防止、仏教勢力からの権益の獲得を狙いとした。これらによって増えた税収と没収財産は、後周軍の軍事再編成の費用に充てられた。
また柴栄は当時の貨幣である銅貨を鋳造するために、銅の私有を禁じる法令を出した。貨幣経済の発達と、五代十国の分裂による銅生産地との断絶で、大幅に銅が不足していたからである。また廃仏令の一環として銅製の仏像を没収し、これも銅貨に鋳造しなおした。
さらに柴栄は郭威以来の方針を受け継ぎ、租税の軽減や農村の復興を行った。また、「大周刑統」という国法を定めている。

### 統一事業
これらの蓄積を元に、柴栄は唐滅亡以来の統一を目指して奔走した。
955年、柴栄はまず四川の後蜀を攻めて、秦州（現在の甘粛省天水市）を初めとする4州を奪った。
さらに955年の冬から、柴栄は十国のうちで最強国である南唐を攻めた。当時の南唐は経済力のある大国で、後周にとっても手ごわい国であった。南唐軍は後周軍の攻撃に激しく抵抗し、3年ほど戦いが続いたが958年に君主の李璟はついに降伏した。柴栄は和睦の条件として、南唐の長江以北の領土の割譲や、後周に対して南唐は皇帝号を廃し「国主」と名乗ることなどを取り決めた。
この淮河から長江に至る地域は、中国でも最大の塩の産地が含まれていた。南唐の高い経済力はこの塩の産地のおかげであり、南唐による塩の事業は長年に渡って国の屋台骨を支えていた。後周軍によるこの地の占領は、南唐の生殺与奪権を握ったのと同義だった。それ以後、南唐では自国内で塩の供給をまかなうことが出来ず、逆に後周から毎年30万石（17,800キロリットル）の援助を受けるようになった。
こうして南唐を抑えた柴栄は、次に軍事的に最強の敵である北の契丹とその衛星国である北漢を攻めた。そして959年、柴栄は燕雲十六州のうち南寄りの莫州・瀛州と寧州（唐末・北宋の乾寧軍、現在の河北省滄州市青県）・瓦橋関（後の雄州）・益津関（後の覇州）・淤口関（現在の河北省廊坊市覇州市信安鎮）の3州3関を奪取した。
柴栄はさらに軍を北上させようと幽州へと入るが、この陣中で病に倒れ開封へ引き返したものの間もなく死去した。享年39。

## 死後
柴栄の後を継いで次の皇帝に即位したのは、当時わずか7歳の息子の柴宗訓であった。しかし五代の先例に漏れず、すぐに軍内の兵士たちによる実力者擁立の動きが出てきた。それが、柴栄に最も信頼された殿前都点検の趙匡胤である。軍部の推戴を受けた趙匡胤は、柴宗訓より禅譲を受け北宋を建てる（陳橋の変）。
殺伐とした戦乱の時代である五代十国時代では、前王朝の皇帝は殺されるのが通例であった。しかし柴宗訓は手厚く保護され、柴氏は南宋の滅亡まで実に約320年の間、勅命により優遇された。

## 子女

### 男子
1. 越王 柴宗誼（北漢によって殺害された）
2. 柴宗誠（早世のため不詳）
3. 柴宗諴（早世のため不詳）
4. 梁王 柴宗訓（恭帝）
5. 曹王 柴熙譲
6. 紀王 柴熙謹
7. 蘄王 柴熙誨

## 元号
- 顕徳（954年 - 960年）